# Augusto Brusconi
Augusto Brusconi (Milano, 8 aprile 1859 – Milano, 27 novembre 1924) è stato un architetto e funzionario italiano.

## Biografia
Laureatosi in architettura presso il Politecnico di Milano, Brusconi si formò in un clima culturale influenzato da innovatori come Camillo Boito, orientato al restauro critico. Nel 1899 fu nominato soprintendente ai monumenti della Lombardia, carica che mantenne fino al 1912, curando così la tutela di numerosi edifici storici tra Milano, Monza, Pavia e Brescia.
Tra i restauri documentati figurano interventi conservativi al Duomo di Monza, alla basilica di San Lorenzo Maggiore a Milano e alla Certosa di Pavia. Pubblicò relazioni tecniche su tali lavori nei bulletins del Ministero della Pubblica Istruzione e partecipò a conferenze sul patrimonio monumentale.
Il suo progetto più noto è il nuovo Palazzo Civico di Monza, ideato tra il 1907 e il 1911. L’edificio, realizzato come volume compatto attorno a cortili interni, rappresenta un esempio di “classicismo semplificato” e razionalismo italiano e si inserisce nell’ambito del Piano particolareggiato del Centro, approvato nel 1925.
Fu docente e partecipò attivamente al dibattito sul restauro, collaborando con riviste specialistiche dell’epoca. Morì a Milano nel 1924.

## Opere principali
- Municipio di Monza, 1907–1911
- Restaurazione del Duomo di Monza

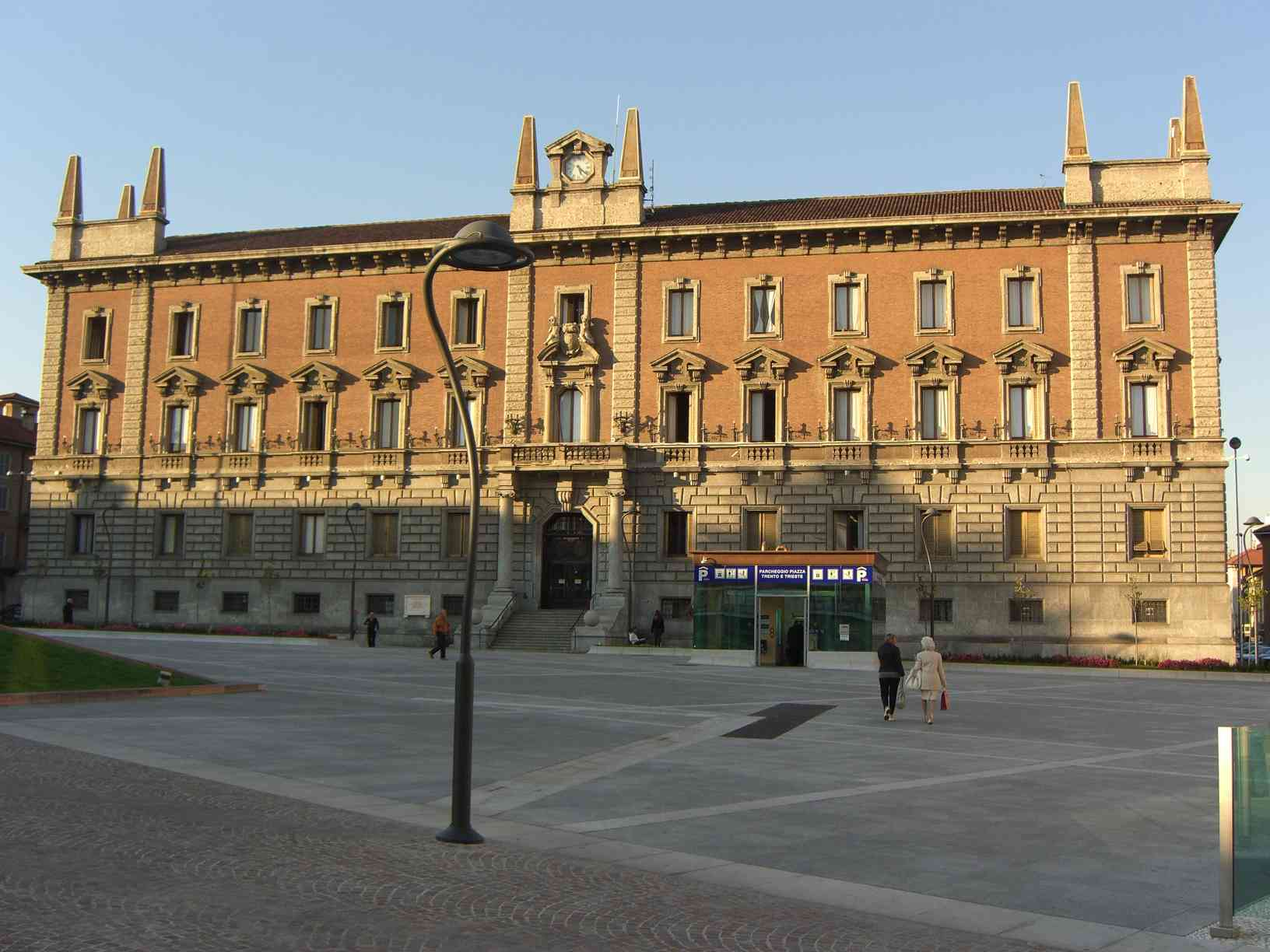
Il municipio di Monza

- Restaurazione della Basilica di San Lorenzo (Milano)
- Restaurazione della Certosa di Pavia
- Progetti urbanistici e rilievi tecnici per la Soprintendenza regionale